# مارتین کرامر

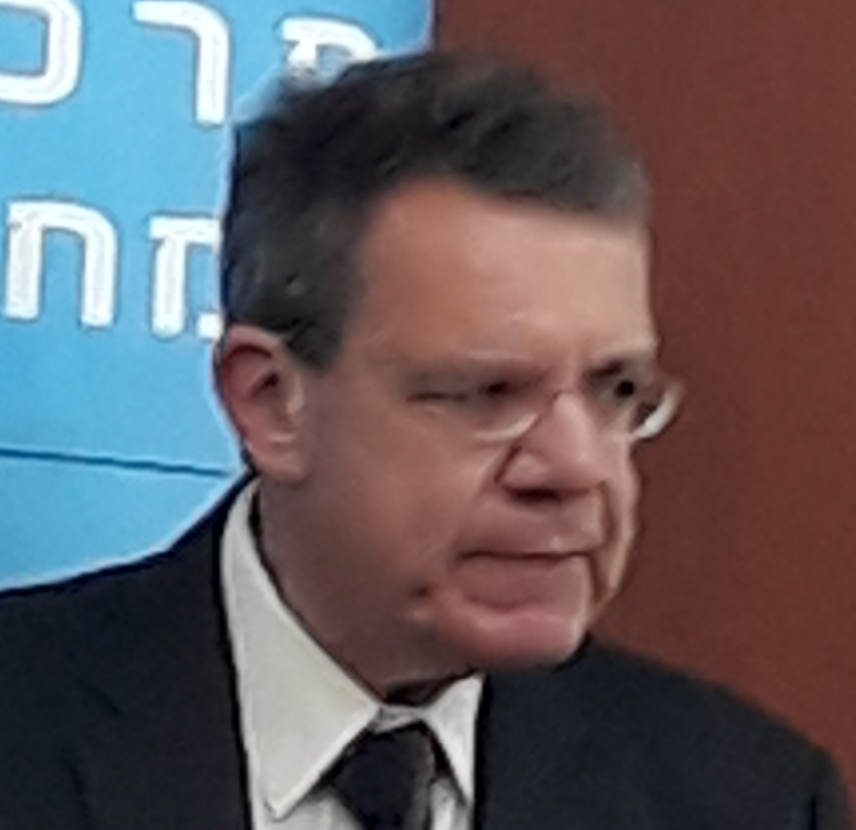

مارتین کرامر (به انگلیسی: Martin Kramer) یک استاد آمریکایی در زمینه مسائل خاورمیانه‌است. بیشتر نوشته‌های او مربوط به اسلام و مسلمانان است.

## زندگینامه
مارتین کرامر در سال ۱۹۵۴ در واشینگتن دی سی متولد شد. او تحصیلات کارشناسی خود را در دانشگاه تل آویو شروع کرد و سپس آن را در دانشگاه پرینستون به پایان برد. او سپس کارشناسی ارشد و دکترای خود را در دانشگاه کلمبیا و پرینستون به پایان برد.
او در حال حاضر استاد موسسه واشینگتن در مورد برنامه‌های خاور نزدیک و استاد مرکز شالم در اورشلیم است.

## فعالیتهای سیاسی
کرامر از طرفداران حمله آمریکا به عراق بعد از حوادث ۱۱ سپتامبر بود. او ولیکن از نحوه فعالیتهای آمریکا پس از جنگ انتقاد کرد و معتقد بود مهندسی اجتماعی برای تغییر فرهنگ مردم عراق به سمت دموکراسی باید انجام شود.

## در مورد فلسطینیان
مارتین کرامر در فوریه ۲۰۱۰ در کنفرانس هرتزلیا که همه ساله توسط طرفداران اسرائیل انجام می‌شود در سخنرانی خود گفت که در تمام جنگهای اسرائیل با دشمنان خود تلفات آنها بیشتر از اسرائیلیان است. از این رو کشورهای اسلامی نیازمند مردان جوان بیشتری نسبت به اسرائیل هستند. او ادامه داد که اسرائیل در صورتی موفق می‌شود که بتواند نرخ تولید مثل کشورهای اسلامی را کاهش داد و نمونه موفق این مسئله ایران است که نرخ زاد و ولد هر زن از ۵ به کمتر از حد جایگزینی رسیده‌است. او ادامه داد که در صورتی که اسرائیل موفق شود همین رویه را در فلسطین اجرا کند در جنگهای آتی با فلسطینیان پیروز خواهد شد. از نظر او یک راه جلوگیری از زاد و ولد فلسطینیان قطع کردن کمکهای انسان دوستانه به آنان است.
این سخنان توسط افراد زیادی به عنوان پیشنهاد برای نسل کشی مطرح شد و مخالفان او از دانشگاه هاروارد خواستند که از او فاصله بگیرد. ولیکن رئیس دانشگاه هاروارد اعلام کرد که صحبتهای علیه او بی‌پایه است.

## در مورد ایرانیان
او همچنین در سخنان در کنفرانس ۲۰۰۹ آیپک (AIPAC) در مورد خطرات قدرت گرفتن ایرانیان در آمریکا هشدار داد «ایران می‌تواند اهرمی در پس چهره ایرانیان آمریکا باشد، افرادی که بسیاری از آن‌ها جایگاه‌های حساسی در اندیشگاه‌ها و حتی دولت دارند.»